# Muk
Muk je pravljica, njen avtor je Fran Milčinski. Objavljena je v knjigi istega avtorja z naslovom Pravljice. Knjiga je bila izdana leta 1911 pri založbi Mladinska knjiga. Kasnejše izdaje knjige so bile še leta 1921, 1970, 1972, 1975, 1979, 1997, 1999, 2001 in 2005.